# Жіноча збірна Боснії і Герцеговини з хокею із шайбою
Жіноча збірна Боснії і Герцеговини з хокею із шайбою — національна жіноча збірна команда Боснії і Герцеговини, яка представляє свою країну на міжнародних змаганнях з хокею із шайбою. Управління збірною здійснюється Федерацією хокею на льоду Боснії і Герцеговини.

## Історія
Команда вперше зіграла на чемпіонаті світу з хокею серед жінок 2022 року в дивізіоні III, найнижчому рівні ІІХФ з хокею серед жінок.

## Результати
- 2022 – 3 місце (Дивізіон IIIB)
- 2023 – 3 місце (Дивізіон IIIB)
- 2024 – 5 місце (Дивізіон IIIB)
- 2025 – 4 місце (Дивізіон IIIB)